# صيغة مانينغ
معادلة مانينغ هي صيغة تجريبية [الإنجليزية] تُقدر متوسط سرعة تدفق السائل في قناة غير ممتلئة تمامًا بالمائع، على سبيل المثال تدفق القناة المفتوحة [الإنجليزية]. ومع ذلك، تُستخدم هذه المعادلة أيضًا لحساب متغيرات التدفق في حالة التدفق في قنوات ممتلئة جزئيًا [الإنجليزية]، حيث تمتلك أيضًا سطحًا حرًا مثل سطح تدفق القناة المفتوحة. كل التدفقات في ما يسمى بالقنوات المفتوحة مدفوعة بالجاذبية. قدمها لأول مرة المهندس الفرنسي فيليب غوكليه في عام 1867، ثم أعاد تطويرها لاحقًا المهندس الأيرلندي روبرت مانينغ في عام 1890.
تُعرف صيغة مانينغ أيضًا باسم صيغة غوكليه-مانينغ، أو صيغة غوكليه-مانينغ-ستريكلر في أوروبا. وكثيرًا ما يطلق عليها ببساطة في الولايات المتحدة، من الناحية العملية، معادلة مانينغ.
تنص صيغة غوكليه-مانينغ على ما يلي:
{\displaystyle V={\frac {k}{n}}{R_{h}}^{2/3}\,S^{1/2}}
أين:
- V هي السرعة المتوسطة المقطعية (L/T؛ ft/s, m/s);
- n هو معامل غوكليه-مانينغ، غالبًا ما تُحذف وحدات n، ولكن n ليس بلا أبعاد، حيث يحتوي على وحدات، : (T/[L1/3]؛ s/[ft1/3]؛ s/[m1/3]).
- Rh هو نصف القطر الهيدروليكي (L; ft, m);
- S هو منحدر خط الصف الهيدروليكي أو فقدان الرأس الهيدروليكي [الإنجليزية] الخطي (L / L)، وهو نفس منحدر قاع القناة عندما يكون عمق الماء ثابتًا. (S = hfL).
- k هو عامل تحويل بين وحدات نظام الوحدات الدولي والوحدات الإنجليزية.يمكن تركه طالما تأكدت من تدوين الوحدات وتصحيحها في الحد n إذا تركت n في وحدات نظام الوحدات الدولي التقليدية، فإن k هو مجرد تحليل الأبعاد للتحويل إلى اللغة الإنجليزية. k = 1 لوحدات نظام الوحدات الدولي، و k= 1.49 للوحدات الإنجليزية. (ملاحظة: (1 م)1/3/ثا = (3.2808399 قدم)1/3/ثا = 1.4859 قدم1/3/ثا)

ملاحظة: Ks ستريكلر= 1 / n مانينغ. يتغير معامل Ks ستريكلر من 20 (حجر خشن وسطح خشن) إلى 80 م 1/3 / ث (الخرسانة الملساء والحديد الزهر).
يمكن استخدام معادلة التفريغ، Q = A V، لمعالجة معادلة غوكليه-مانينغ عن طريق استبدال V. يسمح حل Q بعد ذلك بتقدير معدل التدفق الحجمي (التفريغ) دون معرفة سرعة التدفق المحددة أو الفعلية.
تُستخدم صيغة غوكليه-مانينغ لتقدير متوسط سرعة تدفق المياه في قناة مفتوحة في المواقع التي لا يكون فيها من العملي إنشاء حاجز أو مجرى لقياس التدفق بدقة أكبر. تكون معاملات الاحتكاك عبر السدود والفتحات أقل موضوعية من n على امتداد قناة طبيعية (ترابية أو حجرية أو نباتية). من المحتمل أن تختلف منطقة المقطع العرضي، وكذلك n، على طول القناة الطبيعية. وفقًا لذلك، يُتوقع حدوث خطأ أكبر في تقدير متوسط السرعة بافتراض n مانينغ، بدلاً من أخذ العينات المباشر (أي باستخدام مقياس التدفق الحالي)، أو قياسه عبر السدود أو السواقي أو الفتحات. تُستخدم معادلة مانينغ أيضًا بشكل شائع جزءً من طريقة الخطوة الرقمية، مثل طريقة الخطوة القياسية [الإنجليزية] ، لتحديد المظهر الجانبي للسطح الحر للمياه المتدفقة في قناة مفتوحة.
يمكن الحصول على الصيغة باستخدام التحليل البعدي. في العقد الأول من القرن الحادي والعشرين، اشتقت هذه الصيغة نظريًا باستخدام النظرية الظاهراتية للجريان المضطرب.

## نصف القطر الهيدروليكي
نصف القطر الهيدروليكي هو أحد خصائص القناة التي تتحكم في تصريف المياه. كما أنه يحدد مقدار العمل الذي يمكن للقناة القيام به، على سبيل المثال، في تحريك الرواسب. كل ما عدا ذلك متساوٍ، تكون سرعة تدفق النهر أعلى كلما كان له نصف قطر هيدروليكي أكبر، وأيضًا كلما كانت المساحة المقطعية أكبر، كان انتقال المياه عبرها أسرع. هذا يعني أنه كلما زاد نصف القطر الهيدروليكي، زاد حجم الماء الذي يمكن أن تحمله القناة.
استنادًا إلى افتراض "إجهاد القص الثابت عند الحد"، يُعرف نصف القطر الهيدروليكي على أنه نسبة مساحة المقطع العرضي للقناة للتدفق إلى محيطها المبلل [الإنجليزية](الجزء من محيط المقطع العرضي "الرطب" "):
{\displaystyle R_{h}={\frac {A}{P}}}
أين:
- Rh نصف القطر الهيدروليكي (L).
- A هي مساحة المقطع العرضي للتدفق (L2);
- P هو المحيط المبلل [الإنجليزية] (L).

بالنسبة للقنوات ذات العرض المحدد، يكون نصف القطر الهيدروليكي أكبر للقنوات الأعمق. في القنوات المستطيلة الواسعة، يُقرب نصف القطر الهيدروليكي بعمق التدفق.
هنا مصطلح «نصف القطر الهيدروليكي» لا يعني نصف القطر الهيدروليكي [الإنجليزية] كما قد يوحي الاسم، ولكنه ربع في حالة الأنبوب الكامل. إنها دالة على شكل الأنبوب أو القناة أو النهر الذي تتدفق فيه المياه.
يعتبر نصف القطر الهيدروليكي مهمًا أيضًا في تحديد كفاءة القناة (أي قدرتها على نقل المياه والرواسب)، وهو أحد الخصائص التي يستخدمها مهندسو المياه لتقييم سعة القناة.

## معامل غوكليه مانينغ
يُشار إلى معامل غوكليه-مانينغ غالبًا بـ n، وهو معامل مشتق تجريبيًا، والذي يعتمد على العديد من العوامل، بما في ذلك خشونة السطح والانسيابية [الإنجليزية]. عندما يكون الفحص الميداني غير ممكن، فإن أفضل طريقة لتحديد n هي استخدام صور لقنوات الأنهار حيث يُحدد n باستخدام صيغة غوكليه-مانينغ.
يعتمد هذا المعامل على خصائص سطح مجرى النهر والغطاء النباتي وهندسة المقطع. يتغير مع ارتفاع منسوب المياه في المجرى المائي لأن الضفاف بشكل عام لها خصائص مختلفة عن الأديم. يعتمد على التجارب المعملية والملاحظات في الموقع. وحدتها الغريبة ليس لها معنى مادي حقيقي واختيارها فقط للحصول على معادلة بعدية متماسكة.
القيم النموذجية لـ Ks:
| السطح                       | Ks بـ م1/3/ثا |
| --------------------------- | ------------- |
| خرسانة ملساء                | 100           |
| مجرى مائي مستقيم            | 30-40         |
| مجرى مائي مع تعرجات ونباتات | 20-30         |
| سيل مع الحصى                | 10-20         |
| سيل مع الأجمات              | <10           |

في الممرات المائية الطبيعية، تختلف قيم n اختلافًا كبيرًا على طول مدى مسارها، وتختلف أيضًا في مدى معين للقناة بارتفاعات مختلفة من التدفق. تظهر معظم الأبحاث أن n ينخفض مع ارتفاع مستوى المياه على الضفاف، على الأقل حتى امتلاء الضفة. ستختلف قيم nلما بعد الضفة لمدى معين اختلافًا كبيرًا اعتمادًا على الوقت من السنة وسرعة التدفق. عادة ما يكون للنباتات الصيفية قيمة n أعلى بكثير بسبب الأوراق والنباتات الموسمية. أظهرت الأبحاث، مع ذلك، أن قيم n أقل بالنسبة للشجيرات الفردية ذات الأوراق مقارنة بالشجيرات بدون أوراق. ويرجع ذلك إلى قدرة أوراق النبات على الانسيابية والانثناء مع مرور التدفق عليها وبالتالي تقليل مقاومة التدفق. تتسبب التدفقات عالية السرعة في جعل بعض النباتات (مثل الحشائش والأعشاب) مسطحة، مما يقلل من مقاومة التدفق.
في القنوات المفتوحة، يمكن أيضًا استخدام معادلة دارسي-فايسباخ [الإنجليزية] لحساب هبوط الضغط عن طريق حساب قطر الأنبوب المكافئ للقطر الهيدروليكي. إنها الطريقة الوحيدة لتقدير فقد الطاقة في القنوات المفتوحة الاصطناعية. لأسباب مختلفة (لأسباب تاريخية بشكل رئيسي)، لا تزال معاملات المقاومة التجريبية (على سبيل المثال شيزي، غوكليه – مانينغ – ستريكلر) مستخدمة على نطاق واسع.
قُدم معامل شيزي [الإنجليزية] في عام 1768 بينما طُور معامل غوكليه مانينغ لأول مرة في عام 1865، قبل تجارب مقاومة تدفق الأنابيب الكلاسيكية في 1920-1930. تاريخيًا، كان من المتوقع أن تكون معاملات شيزي وغوكليه-مانينغ ثابتة ومرتبطة بالخشونة فقط. ولكن من المسلم به الآن أن هذه المعاملات ثابتة فقط لمجموعة من التدفقات. قُدرت معظم معاملات الاحتكاك (باستثناء عامل الاحتكاك دارسي-فايسباخ) بنسبة 100٪ تجريبيًا وتنطبق فقط على تدفقات المياه المضطربة الخشنة تمامًا في ظل ظروف التدفق المستمر والثابت.

## تطبيقات
من أهم تطبيقات معادلة مانينغ استخدامها في تصميم مجاري الصرف الصحي. غالبًا ما يتم إنشاء المجاري بأنابيب دائرية. من المقبول منذ فترة طويلة أن قيمة n تختلف باختلاف عمق التدفق في الأنابيب الدائرية المملوءة جزئيًا. الصيغة بالطبع غير صالحة لنظام الصرف الصحي المضغوط. تتوفر مجموعة كاملة من المعادلات الصريحة التي يمكن استخدامها لحساب عمق التدفق والمتغيرات الأخرى غير المعروفة عند تطبيق معادلة مانينغ على الأنابيب الدائرية. تمثل هذه المعادلات تباين n مع عمق التدفق وفقًا للمنحنيات التي قدمها كامب.

## مؤلفو صيغ التدفق
- ألبرت برامز (1692–1758)
- أنطوان دو شيزي (1718–1798)
- هنري دارسي (1803-1858)
- يوليوس لودفيج ويسباخ (1806-1871)
- روبرت مانينغ (1816–1897)
- فيلهلم رودولف كوتر (1818-1888)
- هنري بازين (1843-1917)
- لودفيج براندتل (1875–1953)
- بول ريتشارد هاينريش بلاسيوس (1883–1970)
- ألبرت ستريكلر (1887–1963)
- سيريل فرانك كولبروك (1910-1997)

## روابط خارجية
- التحجيم والتشابه في تدفق القناة الخشنة على موقع واي باك مشين (نسخة محفوظة July 16, 2011)
- معادلات تصميم نصف القطر الهيدروليكي الصيغ حاسبة
- تاريخ صيغة مانينغ
- حاسبة صيغة مانينغ للعديد من أشكال القنوات
- n قيم مانينغ n مرتبطة بصور
- جدول قيم مانينغ n
- عرض تفاعلي لمعادلة مانينغ